# Névrose d'angoisse
 (avril 2016).
La névrose d'angoisse est un état névrotique permanent dans lequel les symptômes, les conduites et les traits de personnalité sont l'expression directe d'une angoisse omniprésente et permanente. Il s'agit d’un concept identifié et décrit par Sigmund Freud en 1895. Il entretient aujourd'hui des correspondances avec certains « troubles anxieux ».

## Définition
Une angoisse est un sentiment de peur ressenti en situation de danger. On parle de névrose d'angoisse lorsqu'elle devient invalidante ou qu'elle apparaît lors d'une situation non dangereuse.

## Épidémiologie
Elle touche environ 4 % de la population.

## Étiologie
Du point de vue des thérapies cognitivo-comportementalistes, la névrose d'angoisse est liée à une information qui est « mal traitée » : les signaux de dangers sont privilégiés par rapport aux signaux de sécurité.

## Évolution
Dans certains cas, la névrose d'angoisse devient un trouble chronique avec des périodes d'aggravation et de rémission en lien avec les événements de la vie (décès, rupture sentimentale, perte d'emploi…). Cette névrose entraîne aussi des risques de dépression, dépendance à des substances. Mais elle peut s'atténuer dans certains cas selon les degrés de pathologie.

## Diagnostic et sous-formes de névrose d'angoisse

### Trouble panique ou crise d'angoisse aiguë
Elle se caractérise par : une survenue brutale, une durée limitée de 10 à 30 minutes, une angoisse intense accompagnée de symptômes tels que des palpitations, des nausées, des céphalées, des douleurs thoraciques, des vertiges, des sueurs, une peur de mourir ou de perdre le contrôle. Dans la majorité des cas, la crise s'accompagne d'une dépersonnalisation qui se définit par une désanimation, une désincarnation et une déréalisation.

### Trouble anxieux généralisé
Il s'agit de la « peur du souci » durant depuis plus de 6 mois. Cette angoisse est liée aux événements ou activités de la vie associés à une irritabilité, une agitation, des troubles du sommeil et une difficulté de concentration.

## Traitements
Le traitement peut être une psychothérapie (analytique, comportementale, systémique…) et / ou une prise médicamenteuse.
La prise médicamenteuse se constitue d'un antidépresseur et d'anxiolytiques classés benzodiazépines (Xanax, Lexomil, Valium, Tranxène, Lysanxia, Seresta…) ou non benzodiazépines (Atarax, Equanil, Buspar…).

## Prise en charge
La prise en charge repose sur un accueil du patient (verbalisation, dédramatisation de la situation, et réassurance), sur une prise des constantes et enfin sur la recherche des signes de gravité (douleurs thoraciques, sudation excessive…) et éventuellement la mise en place de mesures d'isolement afin de diminuer les stimulations extérieures.